# Naum (Szotlew)
Naum, imię świeckie Nikoła Ilijew Szotlew (ur. 24 lipca 1926 w Warnie, zm. 31 marca 2005) – bułgarski biskup prawosławny.

## Życiorys
Po stracie rodziców we wczesnym dzieciństwie, w wieku szesnastu lat wstąpił jako posłusznik do monasteru Zaśnięcia Matki Bożej w Baczkowie. Rok później, 27 września 1943, złożył w nim wieczyste śluby mnisze przed przełożonym wspólnoty, archimandrytą Pimenem, przyjął imię zakonne Naum. Wykształcenie podstawowe uzyskał w szkole w Baczkowie, zaś w 1945 podjął naukę w seminarium duchownym w Płowdiwie, które ukończył w 1950. 19 maja tego samego roku biskup smoleński Tichon wyświęcił go na hierodiakona. Hierodiakon Naum kontynuował naukę teologii w Akademii Duchownej św. św. Klemensa Ochrydzkiego w Sofii i ukończył studia w 1955. Powrócił wówczas do monasteru i w maju 1956 został wyświęcony na hieromnicha przez jego przełożonego, biskupa agatonikijskiego Jonasza. W 1965 otrzymał godność archimandryty.
W latach 1977–1982 służył w placówce Bułgarskiego Kościoła Prawosławnego w Moskwie.
Po powrocie do Bułgarii został mianowany ihumenem Monasteru Trojańskiego. 28 listopada 1982 w soborze św. Aleksandra Newskiego w Sofii miała miejsce jego chirotonia na biskupa agatonikijskiego. W 1986 został przełożonym monasteru Zaśnięcia Matki Bożej w Baczkowie. Godność tę pełnił do końca życia. W latach 2004–2005 nosił honorowy tytuł proigumena.